# زابورووو (شهرستان اوک)
زابورووو (به لهستانی:  Zaborowo) یک روستا در لهستان است که در گمینا کالینووو واقع شده‌است.